# Dichistius
Dichistius è un genere di pesci ossei marini e d'acqua salmastra, unico genere appartenente alla famiglia Dichistiidae, dell'ordine Perciformes.

## Distribuzione e habitat
Endemici delle acque sudafricane e del Madagascar. Sono marini costieri. Piuttosto eurialini, penetrano nelle acque salmastre.

## Descrizione
Il corpo è alto. Una pinna dorsale con una netta incisione centrale, con 10 raggi spinosi nella parte anteriore. Tre raggi spinosi nella pinna anale. La bocca è piccola, con alcuni denti incisiviformi. Dichistius capensis raggiunge 80 cm di lunghezza, Dichistius multifasciatus arriva a 30 cm.

## Pesca
Sono oggetto di pesca commerciale e sportiva.

## Specie
- Dichistius capensis
- Dichistius multifasciatus[2]